# Choque del B-25 contra el Empire State Building
El choque del B-25 contra el Empire State Building fue un accidente aéreo en 1945 en el que un bombardero B-25 Mitchell, pilotado durante una espesa niebla sobre la ciudad de Nueva York, Estados Unidos, se estrelló contra el Empire State Building. El accidente no puso en riesgo la integridad estructural del edificio, pero causó catorce muertes (tres tripulantes y once personas en el edificio) y daños estimados en USD 1 000 000 (USD 13 303 142 en 2016).También el accidente hirió a Betty Lou Oliver, quien consiguió ese mismo día el récord guinness por la caída en ascensor más larga por los daños que el accidente aéreo infligió a los cables de la cabina en la que Betty era evacuada.

## Suceso

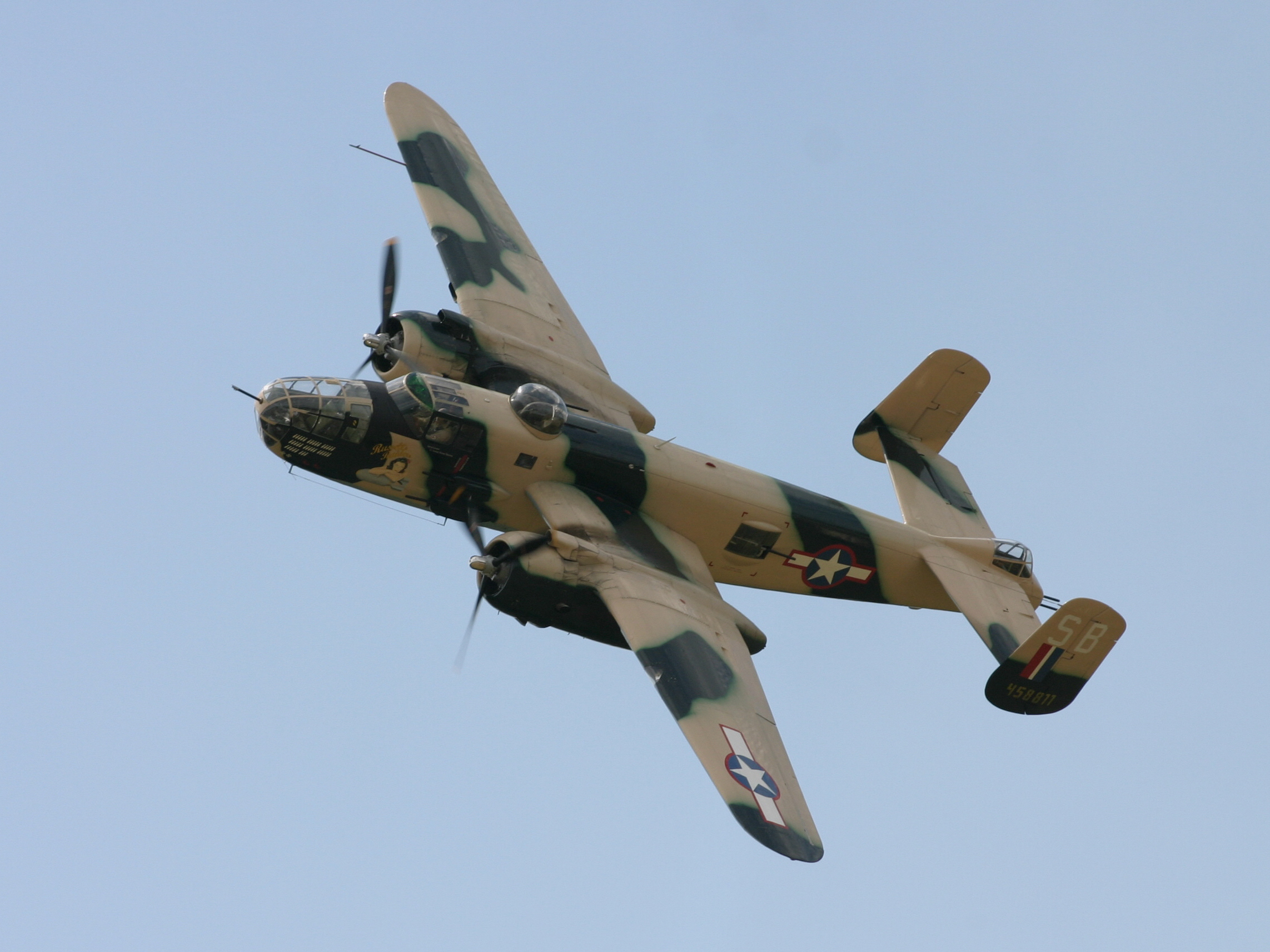
Un North American B-25 Mitchell volando en 2007, similar al accidentado.

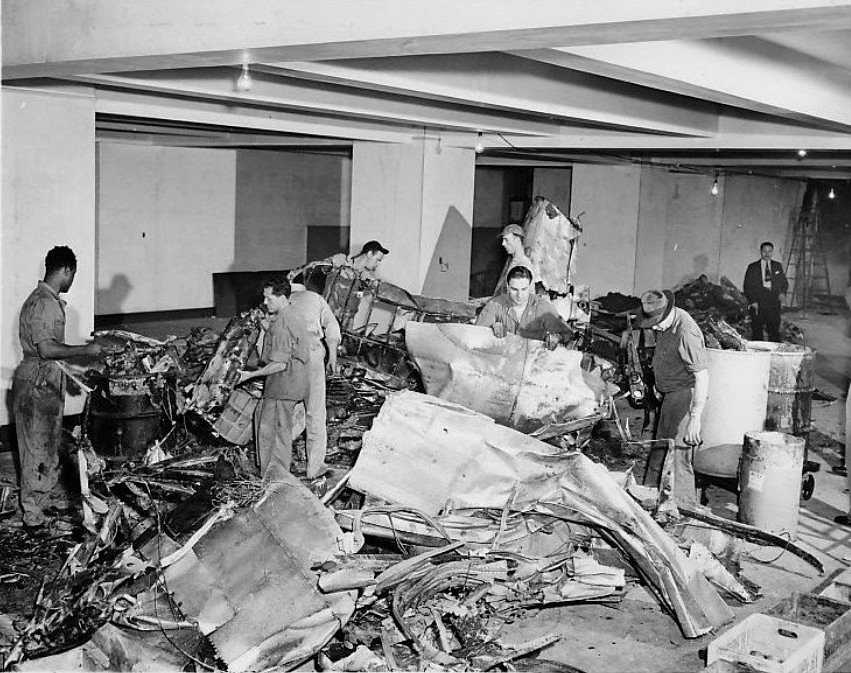
Peritos inspeccionando los restos del avión tras el impacto.

El sábado 28 de julio de 1945, William Franklin Smith, Jr., estaba pilotando un bombardero B-25 Mitchell en una misión de transporte de personal de rutina desde la Base Aérea de Bedford del Ejército de los Estados Unidos al Aeropuerto de Newark. Smith pidió autorización para aterrizar, pero se le desaconsejó porque no tenía visibilidad. Procediendo de todos modos, se desorientó por la niebla, y comenzó a girar a la derecha en vez de a la izquierda después de pasar el Edificio Chrysler.
A las 9:40 a. m. (hora local), el avión se estrelló en la cara norte del Empire State Building, entre los pisos 78 y 80, dejando un agujero de 5,5 m × 6,1 m, en el sitio donde se ubicaban las oficinas del Consejo Nacional de Bienestar Católico. Un motor atravesó el edificio, saliendo disparado por el lado sur, cayendo en el techo de un edificio cercano e iniciando un incendio que destruyó un estudio de arte en el ático. El otro motor y parte del tren de aterrizaje se desplomaron por un hueco de ascensor. El fuego resultante se extinguió en cuarenta minutos.
Catorce personas fallecieron: Smith, y otras dos personas a bordo del bombardero: el sargento Christopher Domitrovich y Albert Perna, un amigo de un maquinista de la aviación de la Marina que realizaba un paseo, además de otros once en el edificio. Smith no fue encontrado hasta dos días después, después de que las cuadrillas de búsqueda descubrieran que su cuerpo había pasado por un pozo de ascensor y caído al fondo. La operadora de ascensores Betty Lou Oliver se lesionó. Los rescatistas decidieron transportarla en un ascensor que no sabían que tenía los cables dañados. Estos se rompieron y el ascensor cayó setenta y cinco pisos, terminando en los sótanos, siendo rescatada con lesiones graves entre los escombros, pero con vida. Oliver todavía mantiene como el récord mundial Guinness como la sobreviviente de la caída de ascensor más larga.
A pesar de los daños y la pérdida de vidas, el edificio abrió sus puertas para las oficinas en muchos pisos el lunes siguiente. El choque estimuló la aprobación de la Ley de Reclamaciones Federales de Largo Plazo de 1946, así como la inserción de disposiciones retroactivas en la ley, permitiendo a la gente demandar al Gobierno por el accidente.